# Yoelbi Quesada
Yoelbi Luis Quesada Fernández (Sancti Spíritus, 4 de agosto de 1973) é um antigo atleta cubano que competia essencialmente no triplo salto. Ganhou a medalha de bronze nos Jogos Olímpicos de Atlanta, em 1996, e foi campeão mundial em 1997 com uma melhor marca pessoal de 17.85 m. Também participou nas respectivas finais de triplo salto dos Jogos Olímpicos de 1992 (sexto lugar) e de 2000 (quarto lugar).